# Trileptium guttatum
Trileptium guttatum är en rundmaskart som först beskrevs av Nathan Augustus Cobb 1920.  Trileptium guttatum ingår i släktet Trileptium och familjen Enoplidae. Inga underarter finns listade i Catalogue of Life.